# Ophiopogon latifolius
Ophiopogon latifolius är en sparrisväxtart som beskrevs av Léopold Rodriguez. Ophiopogon latifolius ingår i släktet Ophiopogon och familjen sparrisväxter. Inga underarter finns listade i Catalogue of Life.